# Plage des Libraires
La plage des Libraires est une plage située à l’est de la baie du Pouliguen (dite aussi « baie de La Baule »), sur la commune de Pornichet, sur la Côte d'Amour, en Loire-Atlantique. 

## Description

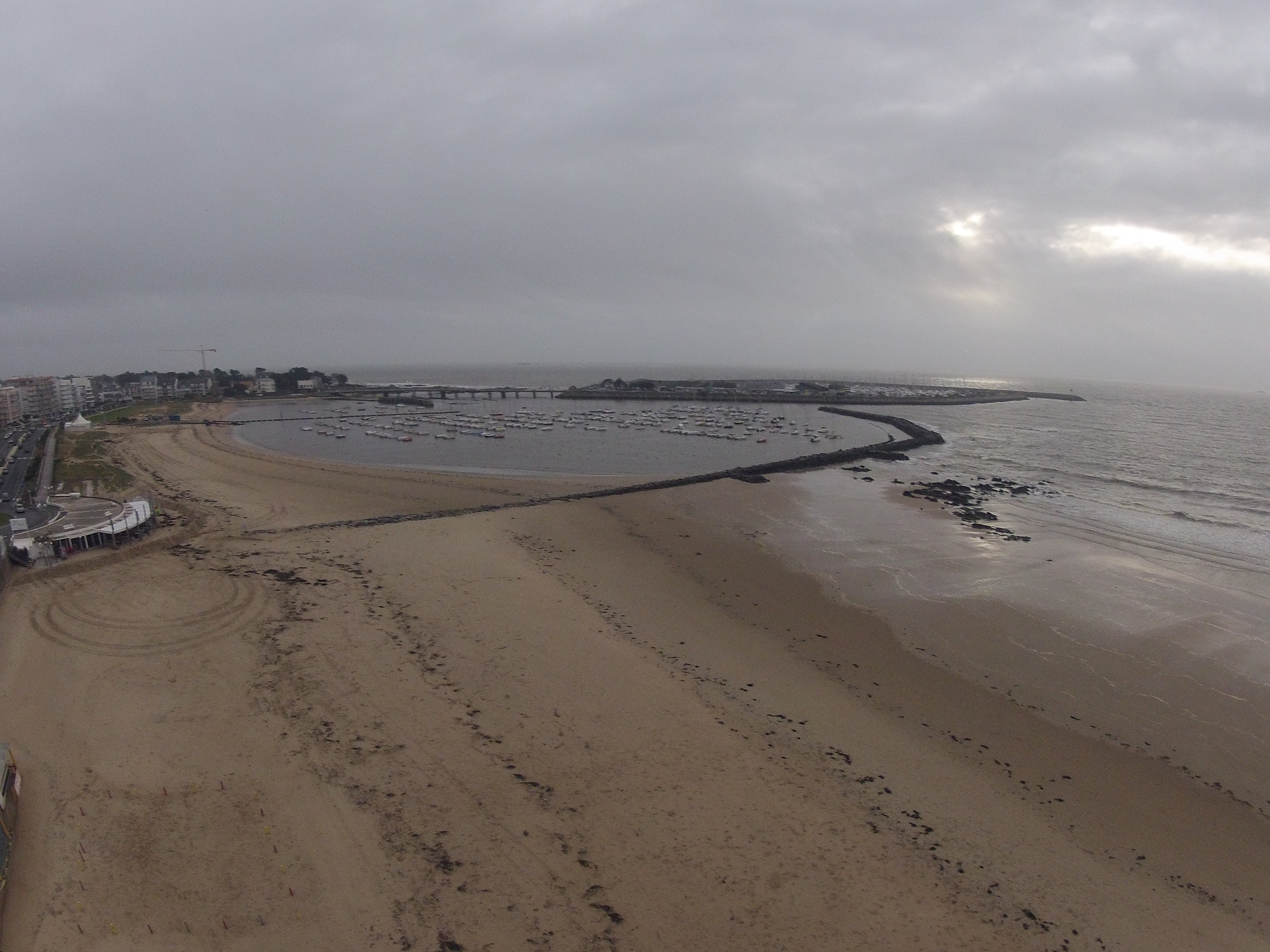
La partie orientale de la plage des Libraires, s’achevant par le port d’échouage de Pornichet. En arrière-plan, à droite, le port en eaux profondes. (Vue hivernale).

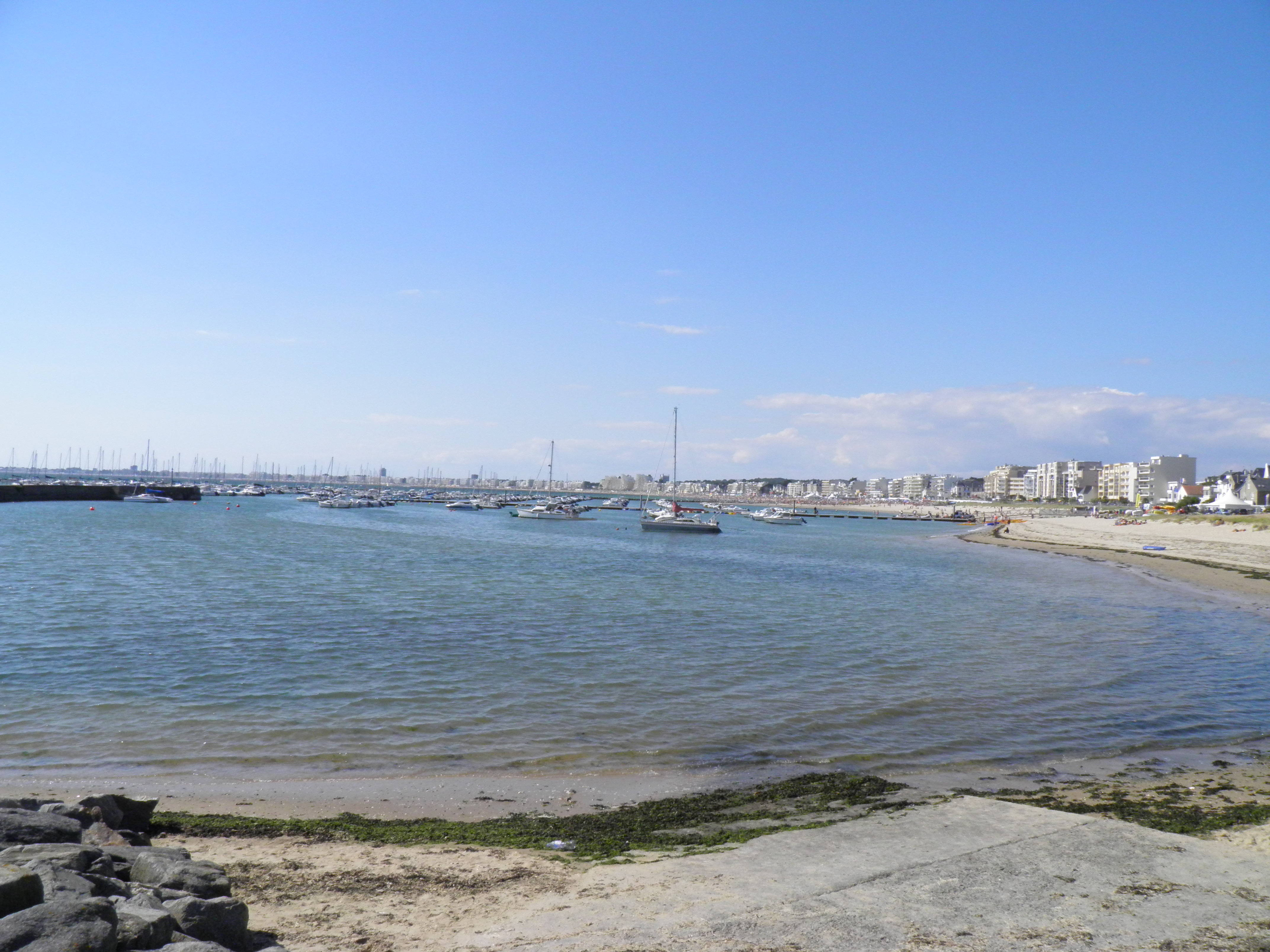
Le port d'échouage, à l'extrémité orientale de la baie du Pouliguen bordée, à droite de l'image, par le ruban de sable de la plage des Libraires, qui se prolonge, au loin et à gauche, par la plage de La Baule. (Vue estivale).

Longue de deux kilomètres, la plage des Libraires n’est en fait que la partie orientale d’un même ruban continu de sable blond régulièrement nivelé (seulement interrompu par l’étier du Pouliguen), long de plus de huit kilomètres qui borde la baie, sur le territoire de Pornichet, et plus à l’ouest, ceux de La Baule-Escoublac et Le Pouliguen. 
Cet ensemble est souvent revendiqué localement comme étant « la plus belle plage d’Europe ». La section pornichétine, qui est la seule à porter ce nom de plage des Libraires, est orientée sud-ouest. Elle jouxte à l'est le double port de plaisance de Pornichet (port d’échouage, créé en 1923 et aménagé sur la plage elle-même, et port en eaux profondes, gagné sur l’océan Atlantique dans les années 1970, à quelques centaines de mètres du rivage et de la pointe du Bec). 
Un secteur rocheux, à l’extrémité orientale de la plage, près de l’embouchure de l’ancien étier de Pornichet, était autrefois propice à la pêche à pied, mais la modernisation, l’agrandissement et la sécurisation des installations du port d’échouage, à la fin du XXe siècle, s’est accompagné d’opérations de dérochement et d’aménagement artificiel qui ont modifié le milieu naturel à cet endroit. À l'ouest, elle se termine au modeste ruisseau côtier de Mazy qui marque la limite communale avec La Baule-Escoublac. 
La largeur de son estran varie assez fortement en fonction du coefficient des marées. Elle est bordée par la boulevard des Océanides, au long duquel sont construits, entre autres, le casino de Pornichet (au numéro 93), l'ancien « Grand Hôtel de l'Océan, du Casino & du golf », qui abrita le premier casino (au numéro 130) et la villa Ker Souveraine (au numéro 202). Beaucoup des villas de la fin du XIXe siècle et du début du XIXe siècle de ce front de mer ont été remplacées par des immeubles à partir des années 1960.
Deux autres plages, Bonne-Source et Sainte-Marguerite, prolongent au sud-est — au-delà de la pointe du Bec et toujours sur le territoire de Pornichet — la plage des Libraires.

## Histoire
Appréciée pour sa faible pente, ce qui sécurise la baignade, elle est le rendez-vous des familles depuis les années 1860. Cette partie de la baie, à l’époque, est un territoire de la commune d’Escoublac (la commune de Pornichet sera créée en 1900 par démembrement de l’est de cette commune, et surtout de l’ouest de Saint-Nazaire).
« Pornichet-les-Pins » ainsi que l’on surnomme la nouvelle station qui naît dans les dunes orientales de la baie, est consacré au tourisme balnéaire plus tôt que La Baule, plus à l’ouest, urbanisée plus tardivement.
Parmi les premières familles qui choisissent Pornichet comme lieu de villégiature à la fin du XIXe siècle, se trouve celles d'un certain nombre d'éditeurs et de libraires qui seront à l’origine du nom donné à la plage. C'est en effet l'éditeur angevin Charles Toubon qui en 1876 provoqua l'engouement touristique de Pornichet en créant à cet endroit le premier établissement hôtelier de la petite station balnéaire, baptisé l’« hôtel des Bains ». Toubon y reçut très vite la visite de ses confrères et le succès fut immédiat. Au nombre de ces pionniers du tourisme on trouve les frères Lucien et Charles Marpon, créateurs de la librairie de l’Odéon, et de leur successeur, Ernest Flammarion (Charles Marpon et Camille Flammarion, le frère d'Ernest, avait participé à l'inauguration de l'hôtel) ; l’éditeur parisien Georges Charpentier (qui acheta quinze hectares de dunes, avec son ami, le notaire Félix Collet, pour y construire des villas) ; de l’éditeur de cartes postales, de guides pour automobilistes, de cartes scolaires et du premier plan de métro parisien, Alphonse Taride, qui fit construire la villa Ker Marie. 
Dès 1858, des courses de chevaux sont organisées sur la plage. L’hippodrome de Pornichet est créé en 1907.

## La plage aujourd'hui

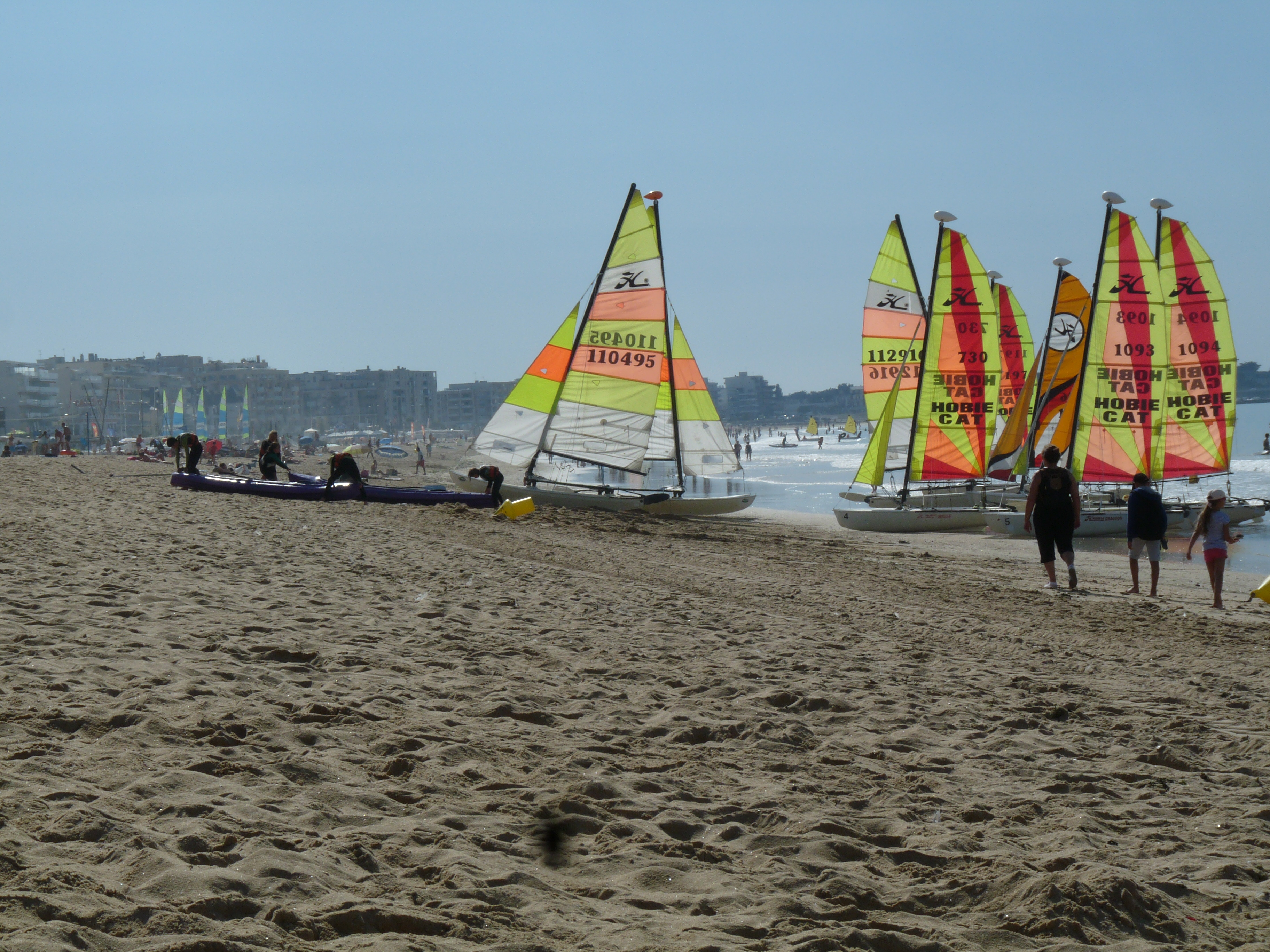
Voiliers, dont des Hobie Cat, à l'échouage sur la plage des Libraires.

De nos jours, la plage dispose de nombreuses activités, équipements et services (la plupart ne fonctionnant cependant que durant la saison estivale, en juillet et août) : clubs de plage, écoles de voile, kayak de mer, plongée, location de cabines et tentes (gérée par le groupe Saur), location de matelas, deux postes de secours (secteurs Mazy et Casino/Océanes), accompagnement à la baignade des personnes à mobilité réduite, douches et toilettes. Le topless est autorisé sur la plage, mais pas le naturisme. 
La plage est, d'après le magazine Nature, menacée par la montée des eaux à partir de 2100[source insuffisante].